# Jeźdźcy Apokalipsy (film)
Jeźdźcy Apokalipsy – amerykańsko-brytyjski film dramatyczno-muzyczno-komediowy, w reżyserii Larry’ego Charlesa. Jego premiera miała miejsce 22 stycznia 2003 roku. Film był kręcony w Los Angeles w Kalifornii w Stanach Zjednoczonych.
Dystrybucją filmu zajęło się Sony Pictures Entertainment. W filmie występują m.in.: Bob Dylan, Jeff Bridges, Penélope Cruz oraz John Goodman. Scenariusz został napisany przez Boba Dylana i Larry’ego Charlesa.
Film trwa 112 minut. W 2003 roku powstał także krótkometrażowy film dokumentalny na temat tego filmu.

## Pełna obsada

### Reżyseria
- Larry Charles

### Scenarzyści
- Bob Dylan
- Larry Charles

### Aktorzy
- Bob Dylan – Jack Fate
- Jeff Bridges – Tom Friend
- Penélope Cruz – Pagan Lace
- John Goodman – wujek Sweetheart
- Jessica Lange – Nina Veronica
- Luke Wilson – Bobby Cupid
- Angela Bassett – kochanka
- Steven Bauer – Edgar
- Ed Harris – Oscar Vogel
- Christian Slater – członek załogi
- Chris Penn – członek załogi
- Mickey Rourke – Edmund
- Val Kilmer – kowboj
- Laura Harring – ?
- Cheech Marin – Prospero
- Bruce Dern – Editor
- Giovanni Ribisi – żołnierz
- Perla Walter – dozoroca
- Susan Traylor – pani Brown
- Dan Frischman – Eddie Quicksand
- Treva Etienne – Percy
- Richard Dorton – żołnierz
- Alex Désert – Walentynka
- Charlie Sexton – gitarzysta
- Larry Campbell – gitarzysta
- Tony Garnier – basista
- Robert Wisdom – Lucius
- Fred Ward – pijak
- Susan Tyrrell – Ella, przepowiadająca przyszłość
- Richard Sarafian – prezydent
- Michael Paul Chan – strażnik
- Eddie Gorodetsky – Bacchus
- Noel Gugliemi – więzień
- Shawn Michael – Howard Nestor
- Tinashe Kachungwe – córka pani Brown
- Ken Kells – ochroniarz #2
- Bruce Kirschbaum – Dion
- Reggie Lee – człowiek armii
- George Receli – Drums
- Antonio David Lyons – żołnierz rządu
- Tom McComas – ochroniarz #1
- Davenia McFadden – kierowca busa
- Sam Sarpong – Blunt

### Producenci
- Nigel Sinclair (producent)
- Larry Charles (producent)
- Marie Cantin (producent wykonawczy)
- Joseph Newton Cohen (producent wykonawczy)
- Vladimir Dostal (producent wykonawczy)
- Guy East (producent wykonawczy)
- Anatoly Fradis (producent wykonawczy)
- Pietro Scalia (producent wykonawczy)
- David M. Thompson (producent wykonawczy)

### Muzyka
- Bob Dylan

### Zdjęcia
- Rogier Stoffers

### Montaż
- Luis Alvarez y Alvarez
- Pietro Scalia
- Nicholas C. Smith

### Kostiumy
- Abigail Murray